# 갈매기 (2018년 영화)
《갈매기》(영어: The Seagull)는 2018년 공개된 미국의 드라마 영화이다. 안톤 체호프의 희곡 갈매기을 기반으로 마이클 메이어가 감독하고, 스티븐 카람이 각본을 썼다. 이 영화에는 시얼샤 로넌, 아네트 베닝, 코리 스톨, 빌리 하울과 엘리자베스 모스이 출연한다. 영화는 2015년 6월 29일부터 촬영을 시작했다.
이 영화는 2018년 4월 21일 트라이베카 영화제에서 초연 되었고, 2018년 5월 11일 소니 픽처스 클래식스 배급으로 개봉되었다.

## 배역
- 시얼샤 로넌 - 니나 자레치나야 역[3]
- 아네트 베닝 - 이리나 아르카디나 역[3]
- 코리 스톨 - 보리스 트리고린 역[3]
- 빌리 하울 - 콘스탄틴 트레플레프 역[3]
- 엘리자베스 모스 - 마샤 역[4]
- 존 테니 - 닥터 도른 역[4]
- 브라이언 데니히 - 소린 역
- 메어 위닝햄 - 폴리나 역
- 글렌 플레쉬러 - 샴라예프 역
- 마이클 제겐 - 마하일 역

## 제작
2015년 3월 13일, 안톤 체호프의 희곡 갈매기을 기반으로 마이클 메이어가 감독하고, 스티븐 카람이 각본을 쓴다고 발표되었다. 시얼샤 로넌과 아네트 베닝이 코리 스톨, 빌리 하울과 함께 출연한다고 밝혀졌다. 레슬리 얼당, 톰 헐스와 로버트 살레르노가 프로듀서로 합류했다. 2015년 6월 29일 뉴욕에서 촬영이 시작 되었고, 뉴욕 먼로의 애로우 파크에서 촬영 된 이 영화의 상당 부분이 이 곳에서 촬영 되었다.

### 개봉
2017년 10월, 소니 픽처스 클래식스는 영화에 대한 배급 권한을 획득했다. 이 영화는 2018년 4월 21일 트라이베카 영화제에서 초연 되었고, 2018년 5월 11일 소니 픽처스 클래식스 배급으로 개봉되었다.

### 평가
영화 리뷰 집계 웹사이트 로튼 토마토에서 51점을 기준으로 76%의 지지도를 얻었으며, 평균 평점은 6.5 / 10이다. 메타크리틱에서이 영화의 가중 평균 점수는 100점 만점에 61점이며, 21명의 비평가가 "일반적으로 호의적인 리뷰"를 나타내고 있다.